# Borellia pallida
Borellia pallida är en insektsart som först beskrevs av Bruner, L. 1900.  Borellia pallida ingår i släktet Borellia och familjen gräshoppor. Inga underarter finns listade i Catalogue of Life.